# Недамир (купець)
Недамир (пол. Niedamir) — купець, що на початку XII століття жив у західнослов'янському місті Волинь. Відомий з Житія святого Оттона Бамберзького за авторством ченця Еббо.
За Еббо, він посідав значну маєтність і користався великою повагою серед волинян. Замолоду перебував при саксонському дворі, де охрестився, та по поверненні на вітчизну продовжив потай сповідувати християнство. Коли Оттон прибув до міста Волині, Недамир віддав біскупу в розпорядження три судна зі свого торговельного флоту для переїзду до Щецина.
В 2007 році в Камені-Поморському було розпочато проект з реконструкції історичного корабельництва та мореплавства в Щецинській затоці, що в пам'ять про Недомирів флот дістав назву «Ключ Недамир» (пол. Klucz Niedamir). Був закладений однойменний корабель.